# Оттурицы
Оттури́цы — деревня в Батецком Муниципальном районе Новгородской области.
Деревня расположена на правом берегу реки Луга, напротив расположенной на противоположном берегу деревни Косицкое. Обе деревни соединяет мост, причём начиная с Оттуриц автомобильная дорога вдоль реки проходит, не только по правобережью, но и вдоль левого берега реки, далее вниз по течению, до города Луга в Ленинградской области. В деревне в 2006 году было 30 дворов. В 1 км восточнее Оттуриц находится деревня Радовеж.
Во время Великой Отечественной войны здесь воевал липецкий поэт и писатель Борис Николаевич Цветаев, у него есть стихотворение о том, как во время войны был взорван здешний мост через Лугу:
Осенней новью так рвануло,
Что вздрогнул за рекой погост.
То взрывом огненным взметнуло
Над Лугою шоссейный мост.
Из деревненьки Оттурицы,
В которой я бывал не раз,
Стреляли нам вдогонку фрицы,
Но пули не задели нас.
В ту ночь тревожную округа
Привычного лишилась сна.
Прости суровость нашу, Луга, —
Виной тому была война.